# Pandanus lictor
Pandanus lictor är en enhjärtbladig växtart som beskrevs av Benjamin Clemens Masterman Stone. Pandanus lictor ingår i släktet Pandanus och familjen Pandanaceae. Inga underarter finns listade.